# 咒怨驚恐極限OVA版2
《咒怨驚恐極限OVA版2》是一部2000年的日本OVA超自然恐怖电影，是《咒怨》系列的第二部作品。影片于2000年3月25日在日本上映，随后于4月14日发行了录像。
续集的大部分内容是第一部影片的回顾，76分钟的影片中有近30分钟是重新讲述前作的内容。剩下的部分则介绍了那些事件的新信息和新角色，并简要介绍了后来影院上映的电影中的事件。

## 剧情
老师小林俊介拜访了佐伯家，却发现他的学生佐伯俊雄独自一人。他在阁楼里发现了佐伯伽椰子的尸体，并接到了她的丈夫佐伯刚雄的电话，刚雄在电话中透露他杀死了小林俊介怀孕的妻子真奈美，并屠杀了她未出生的孩子，因为他发现伽椰子对小林俊介有痴狂的迷恋，认为她对自己不忠。伽椰子的尸体作为怨靈复活杀死了小林俊介，然后又杀死了刚雄。
不久之后，一名叫响子的女子帮助哥哥达也，一名房地产经纪人，检查佐伯家以将其卖出。响子对房子感到不安，于是离开，前往小林俊介曾经居住的公寓拜访侄子信之。他们目睹了刚雄杀死真奈美的幻象，并受到佐伯家诅咒的影响。达也将他们搬到了乡下的父母家，响子似乎被附身，摇来摇去，而信之变得沉默不语。达也确信佐伯家的诅咒是罪魁祸首，于是决定去调查。
现居住在佐伯家的北田良美和北田洋受到诅咒的影响。良美用平底锅打死了丈夫，然后在达也来访时杀死了他。除了信之，达也的家人全部死于诅咒。大约一个月后，侦探神尾和饭塚观察到信之仍然沉默不语。他们拜访了因调查佐伯家周围的死亡事件而变得疯癫的警官吉川。在侦探离开后，伽椰子出现在吉川的家中并杀死了他和他的妻子。在警察局，神尾看到伽椰子后感到害怕，提醒了饭塚和另一名女警官检查他的办公室。神尾因害怕而留在外面，伽椰子再次出现杀死了他。
在学校里，信之在窗外看到伽椰子，她突然打开窗户爬了进来。信之逃跑时被伽椰子追赶。当他想要通过楼梯逃跑时，另一个伽椰子出现。两个鬼在科学实验室里将信之逼入绝境杀死了他。
三个名叫高宫沙織、中野千晶和武藤綾乃的女学生在一次试胆游戏中来到了现已废弃的佐伯家，并喝了一瓶放在那里的清酒，发现味道很糟糕。

## 演员
- 大家由祐子（日语：大家由祐子） 饰 鈴木響子
- 蘆川誠 饰 鈴木達也
- 藤井香织 饰 北田良美
- 柳憂怜（日语：柳憂怜） 饰 小林俊介
- 小山僚太 饰 佐伯俊雄（日语：佐伯俊雄）
- 藤貴子（日语：藤貴子） 饰 佐伯伽椰子（日语：佐伯伽椰子）
- 松山鷹志（日语：松山鷹志） 饰 佐伯剛雄（日语：佐伯剛雄）
- 翁華榮 饰 北田洋
- 郭智博（日语：郭智博） 饰 鈴木信之
- 水村泰三 饰 鈴木泰二
- 松風はる美（日语：松風はる美） 饰 鈴木ふみ
- 優惠 饰 小林真奈美
- 緒方義博（英语：Denden） 饰 吉川
- 諏訪太朗 饰 神尾

## 发行
《咒怨驚恐極限OVA版2》于2000年3月25日在日本有限上映。

## 舞台剧改编
《咒怨》的舞台剧改编于2023年推出，改编了这部电影及其前作的情节。

## 评价
Moira Reviews网站写道，尽管《咒怨》是该系列电影的高峰，但《驚恐極限OVA版》，虽然是一部B级预算电影，却“制造了一些令人毛骨悚然的恐怖场景——母亲发出嘎嘎声的尸体爬下楼梯的画面；小男孩的诡异出现。尤其成功的是一幕，一位母亲看到她满身是血的女儿走上楼梯，留下一串血脚印。”